# Oxafosfetan

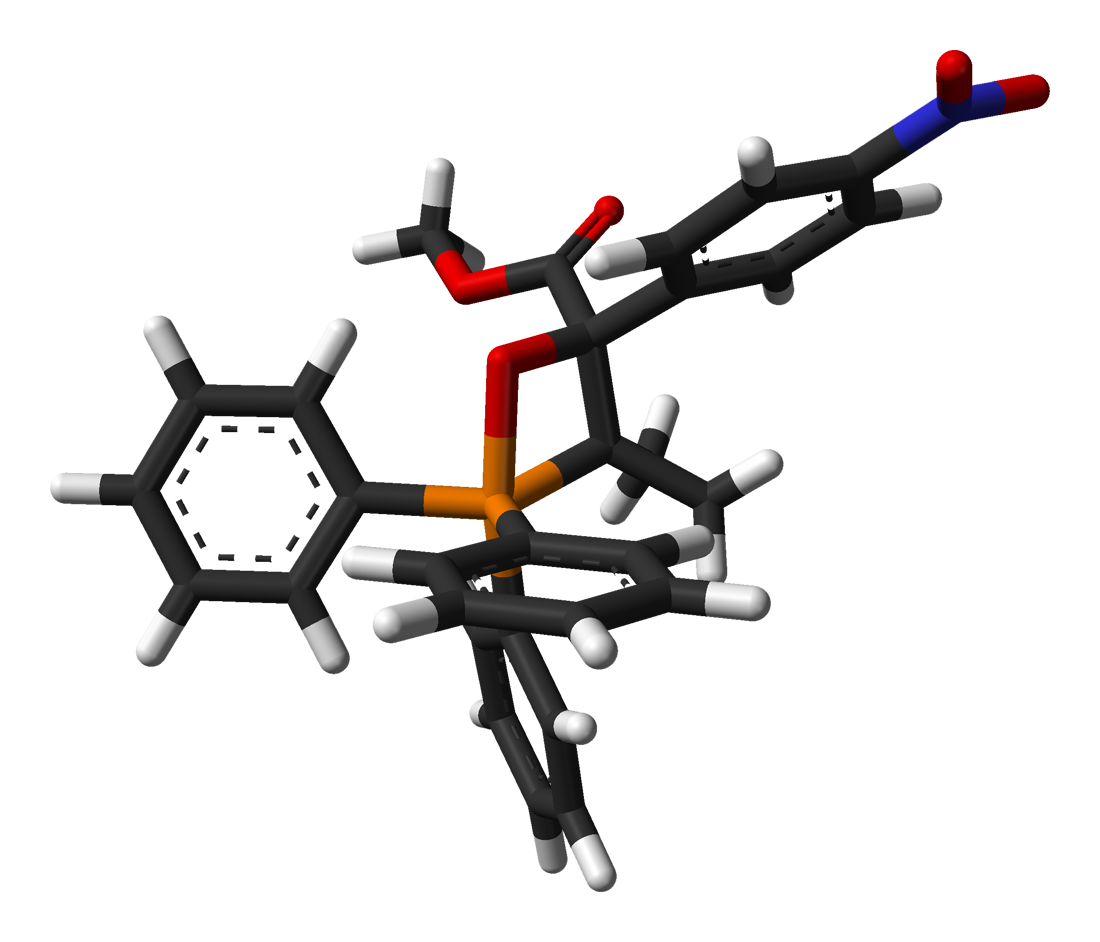
[Model molekuly 1,2-oxafosfetanu

Oxafosfetany jsou dvojice navzájem izomerních čtyřčlenných heterocyklů obsahujících jeden atom fosforu, jeden kyslík a dva atomy uhlíku. Prvním izomerem je 1,2-oxafosfetan, který má přímou vazbu mezi fosforem a kyslíkem, existuje také 1,3-oxafosfetan, s atomy kyslíku a fosforu v opačných vrcholech čtyřúhelníku.
1,2-oxafosfetany jsou zřídka izolovatelné, jedná se ovšem o významné meziprodukty Wittigových a jiných podobných reakcí, jako jsou Seyferthova–Gilbertova homologace a Hornerova–Wadsworthova–Emmonsova reakce.
Význam oxafosfetanů v mechanismu Wittigovy reakce rozpoznal v 70. letech 20. století Edwin Vedejs pomocí studií založených na nukleární magnetické rezonanci.